# Horst aan de Maas
Horst aan de Maas (limburgisch Haors aan de Maas) ist eine Gemeinde in den Niederlanden, Provinz Limburg. Sie hat eine Gesamtfläche von 191,92 km². Am 1. Januar 2025 hatte die Gemeinde 44.276 Einwohner.

## Orte
Horst aan de Maas, das 2001 aus dem Zusammenschluss von drei kleineren Gemeinden entstand, besteht aus dem Hauptort Horst, wo auch die Gemeindeverwaltung ihren Sitz hat, und neun weiteren Dörfern:
America, Broekhuizen, Broekhuizervorst, Griendtsveen, Grubbenvorst, Hegelsom, Lottum, Melderslo und Meterik. Seit dem 1. Januar 2010 gehört auch die bisherige Gemeinde Sevenum (Ortschaften Sevenum, Kronenberg und Evertsoord) und die Ortschaften Meerlo, Swolgen und Tienray der bisherigen Gemeinde Meerlo-Wanssum zum Gemeindegebiet.

## Lage und Wirtschaft
Die Gemeinde liegt unmittelbar südlich von Venray, und 10 km nordwestlich von Venlo. Die Autobahn A 73 Nijmegen–Venlo verläuft quer durch die Gemeinde. Etwas südlich von Horst liegt der Bahnhof Horst-Sevenum an der sehr viel genutzten Eisenbahnstrecke Venlo–Eindhoven.
Obwohl Horst einige Industriebetriebe, u. a. eine Landwirtschaftsmaschinen- und Traktorenfabrik von John Deere besitzt, sind Garten- und Landwirtschaft der bedeutendste Wirtschaftsfaktor. Dabei hat jedes Dorf seine Spezialität: Lottum verfügt über Rosenzüchtereien, in Grubbenvorst baut man Spargel an (es gibt auch ein Handelszentrum mit Auktionshalle dafür) und in Horst werden Champignons gezüchtet und man kann diesen Beruf in einer Sonderfachschule lernen. Dazu gibt es noch Schweinemästereien, Baumschulen usw.
Auch der Tourismus ist nicht unbedeutend, denn Horst hat mehrere Campingplätze und zwei Parks der Center-Parcs-Gruppe (Het Meerdal und Park Loohorst), die unmittelbar nebeneinander bei der Ortschaft America liegen.

## Politik

### Sitzverteilung im Gemeinderat
Der Gemeinderat wird seit der Gemeindegründung folgendermaßen gebildet:
| Partei                        | Sitze | Sitze | Sitze  | Sitze | Sitze | Sitze |
| Partei                        | 2000  | 2006  | 2009 a | 2014  | 2018  | 2022  |
| ----------------------------- | ----- | ----- | ------ | ----- | ----- | ----- |
| CDA                           | 11    | 9     | 11     | 9     | 10    | 7     |
| Essentie b                    | –     | –     | 6      | 6     | 5     | 5     |
| D66                           | 1     | –     | 2      | 2     | 4     | 4     |
| GroenLinks                    | –     | –     | –      | –     | 4     | 4     |
| PvdA                          | 3     | 5     | 3      | 3     | 2     | 4     |
| Progressieve Kombinatie       | –     | –     | 3      | –     | –     | –     |
| Perspectief Horst aan de Maas | –     | –     | –      | –     | –     | 3     |
| VVD b                         | 3     | 2     | –      | –     | 2     | 2     |
| BVNL                          | –     | –     | –      | –     | –     | 2     |
| SP                            | 3     | 5     | 5      | 7     | 4     | –     |
| Gesamt                        | 21    | 21    | 27     | 27    | 27    | 27    |

Anmerkungen

### Kollegium von Bürgermeister und Beigeordneten
Die Beigeordneten werden für die Periode 2018–2022 von den Koalitionsparteien CDA, D66/GroenLinks, Essentie und PvdA gestellt. Folgende Personen gehören zum Kollegium und sind in folgenden Bereichen zuständig:
| Funktion         | Name                | Partei         | Aufgabenbereiche | Anmerkung                               |
| ---------------- | ------------------- | -------------- | --- | --------------------------------------- |
| Bürgermeister    | Ryan Palmen         | VVD            | Ressort: Verwaltung, öffentliche Ordnung und Sicherheit, Genehmigung und Vollstreckung/besondere Gesetze, Kommunikation, Koordination von Veranstaltungen, Personal, Wahlen Projekte: Visietraject Horst aan de Maas | seit dem 1. April 2019 im Amt           |
| Beigeordnete     | Bob Vostermans      | CDA            | Ressort: Wohnen, Grund-Betrieb und -Politik, Wirtschaft und Agribusiness, Gliederungskonzept und sonstige, räumliche Politik, umfassende Lizenzierung des Gesetzes für die allgemeine Bestimmung von Umweltgebühren, Immobilien Projekte: Gebietsentwicklung Oude Maasarm/Ooijen-Wanssum, Greenport Venlo/DCGV/Klavertje4, Autobahn-Ausfahrt 10 (inklusive Verlegung des Schwimmbads und der Sporthalle), Unterbringung von Gastarbeitern, Lobby Bahnhof Grubbenvorst-Greenport Venlo, Entwicklung der Ortszentren von Horst und Sevenum | erster stellvertretender Bürgermeister  |
| Beigeordnete     | Eric Beurskens      | Essentie       | Ressort: Verwaltung des öffentlichen Raumes, Verkehr/Infrastruktur, Mobilität/Trendsportal, Wasser, reguläre Lizenzierung des Gesetzes für die allgemeine Bestimmung von Umweltgebühren, Freizeitwirtschaft Projekte: Bahnhof Horst-Sevenum und Umgebung, Gebietsentwicklung de Peelbergen, Maas-Projekte, grüne Agenda, 800 Jahre Horst aan de Maas, Qualitätsimpuls öffentlicher Raum, Entwicklung des Ortszentrums von Grubbenvorst                                                                                                   | zweiter stellvertretender Bürgermeister |
| Beigeordnete     | Thijs Kuipers       | D66/GroenLinks | Ressort: Umwelt- und Nachhaltigkeitspolitik, Finanzen, Organisation (Geschäftsführung, Dienstleistung, Zusammenarbeit), Überwachung und Vollstreckung (physische Domäne, RUD und öffentlicher Raum), Bildung und Jugendhilfe Projekte: Elektrizitätswerk/Energie-Landschaft, Asbest-Aufgabe, schlanke Organisation, Dashboard Nachhaltigkeit | dritter stellvertretender Bürgermeister |
| Beigeordnete     | Birgit op de Laak   | PvdA           | Ressort: soziale Domäne Pflege, Arbeit und Einkommen, integrale Gesundheit, Optimierung des Abfallsystems, gesellschaftliche Komponente Wohnungswesen Projekte: Implementierung des Umweltgesetzes, Integration (Gastarbeiter/Neulinge), Dashboard Volksgesundheit, gesundeste Region 2025, Deregulierung | vierte stellvertretende Bürgermeisterin |
| Beigeordnete     | Han Geurts          | CDA            | Ressort: Sport, Kunst und Kultur, Einrichtungen/gesellschaftliche Immobilien, Bildung (Unterbringung), Einwohner-Initiativen, Lebensqualität (inklusive Subvention), Gästeunterkünfte, Denkmalschutz, kulturelles Erbgut, Friedhof Projekte: Blaupausen Dörfer/Clustering Einrichtungen | fünfter stellvertretender Bürgermeister |
| Gemeindesekretär | Hans van der Noordt | —              | — | seit Oktober 2014 im Amt                |

## Geschichte
Der Ort Horst wurde, zwar unter einem anderen Namen, 1219 erstmals urkundlich bezeugt. Zwischen etwa 1300 und 1840 stand dort ein von lokalen Herren erbautes Schloss. Die Gemeinde, die immer von der Landwirtschaft lebte, gehörte im 15. Jahrhundert dem Herzogtum Geldern an. Dabei besaß fast jedes der Dörfer zeitweise eine gewisse Unabhängigkeit unter einem eigenen Herrn, der sein eigenes Schloss hatte. Die vielen Schlossruinen bezeugen das noch.
Die zweite Hälfte des 19. Jahrhunderts brachte den Eisenbahnanschluss (1866) und die ertragreiche Torfgewinnung im Moorgebiet „De Peel“. Im Zweiten Weltkrieg gab es wegen der Nähe der Peel-Raam-Stellung schwere Schäden (siehe auch Venray). Die berühmte gotische Kirche von Horst wurde am 12. Oktober 1944 zerbombt; die Kirchenschätze blieben erhalten, da diese rechtzeitig woanders versteckt worden waren, und wurden im Neubau 1953 wieder aufgestellt.

## Sehenswürdigkeiten
- In Horst-Melderslo gibt es ein kleines Museum[6]
- viele Naturgebiete (De Peel, Schuytwater, Waldgebiete beim Maasufer) und malerische Schlossruinen machen die Gemeinde zu einem beliebten Ziel für Wanderer und Radtouristen.[7]

## Galerie

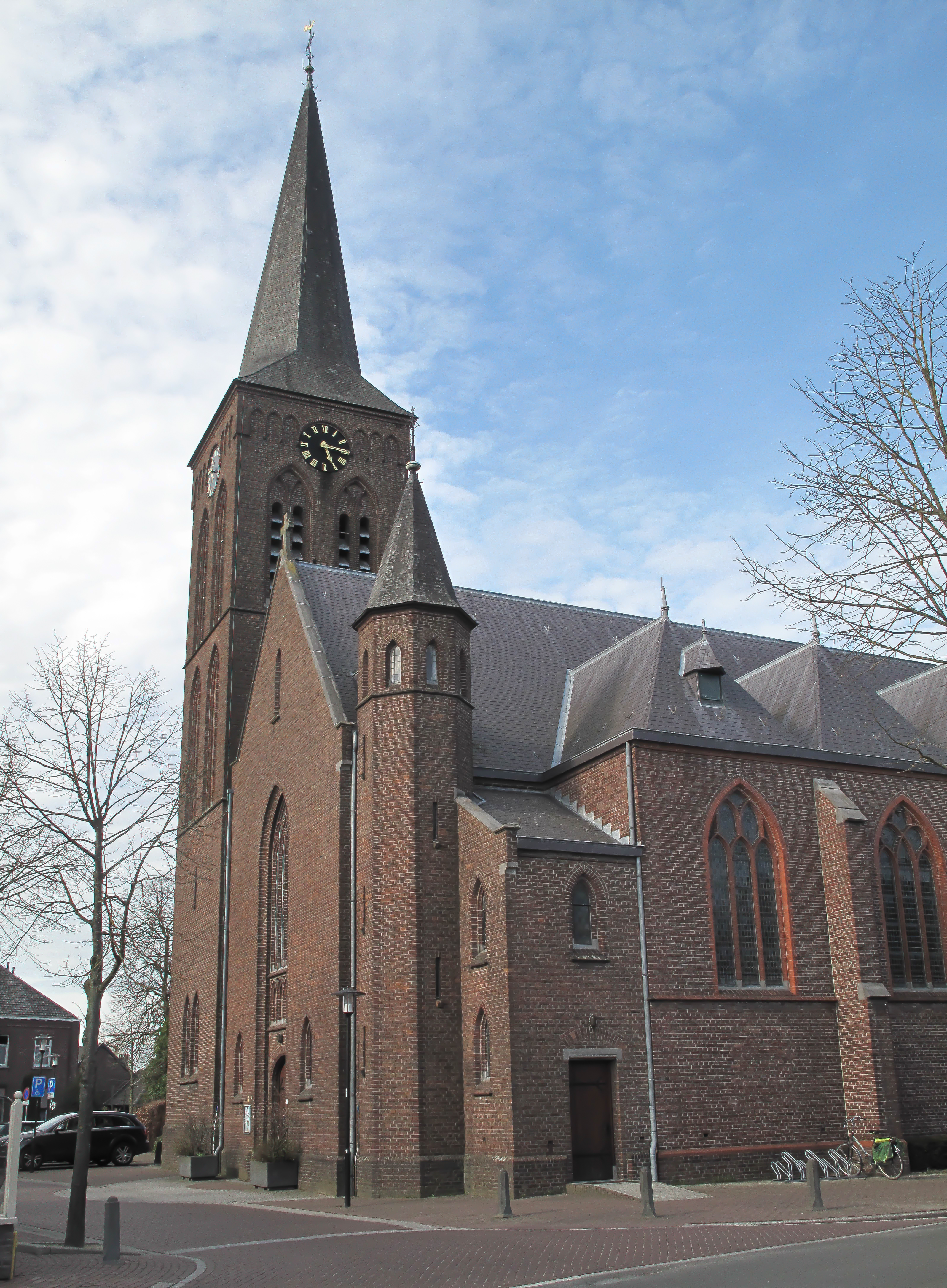
Meterik, Kirche Sint Johannes Evangelistkerk
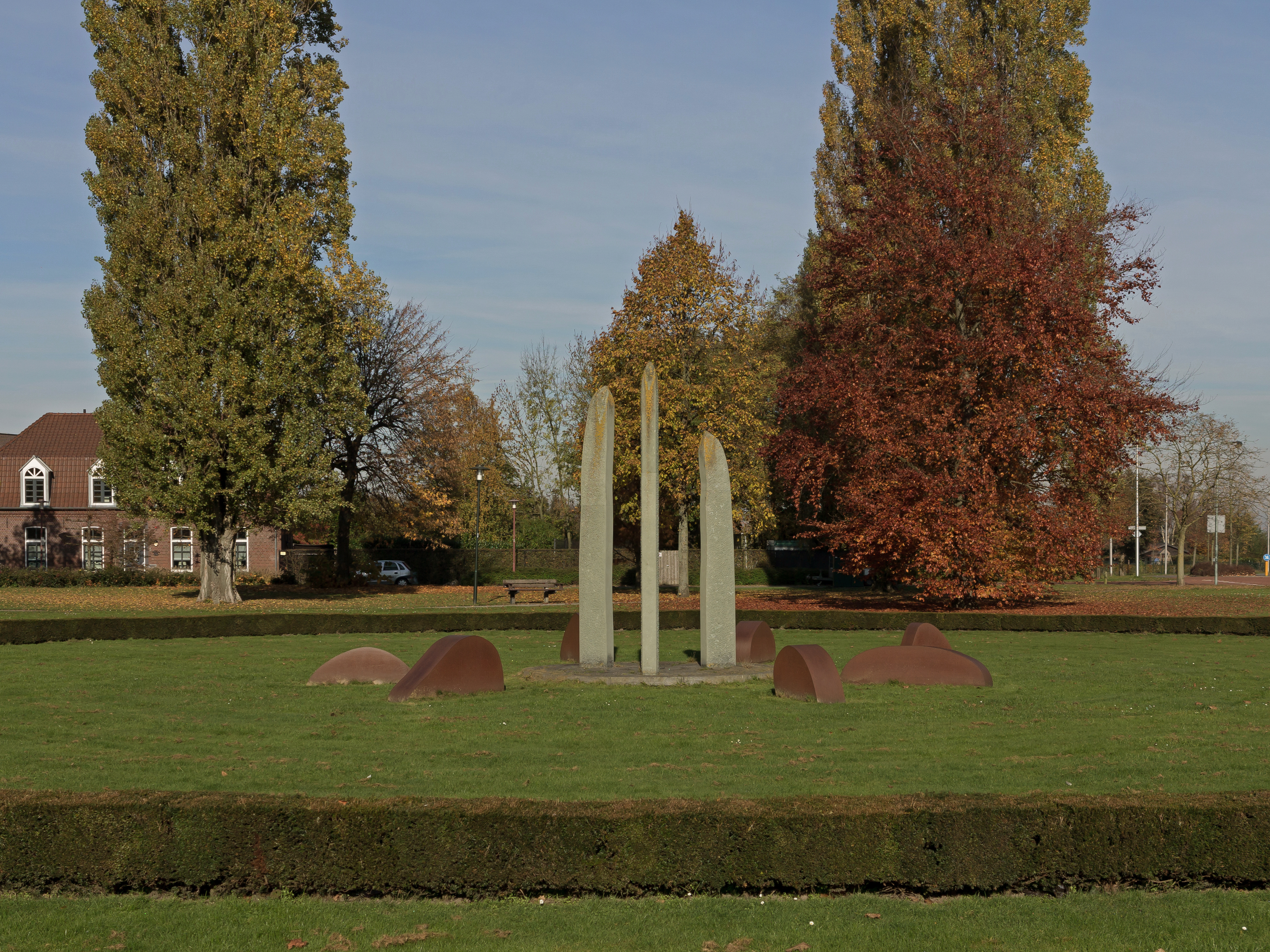
Grubbenvorst, Skulptur an der Kloosterstraat
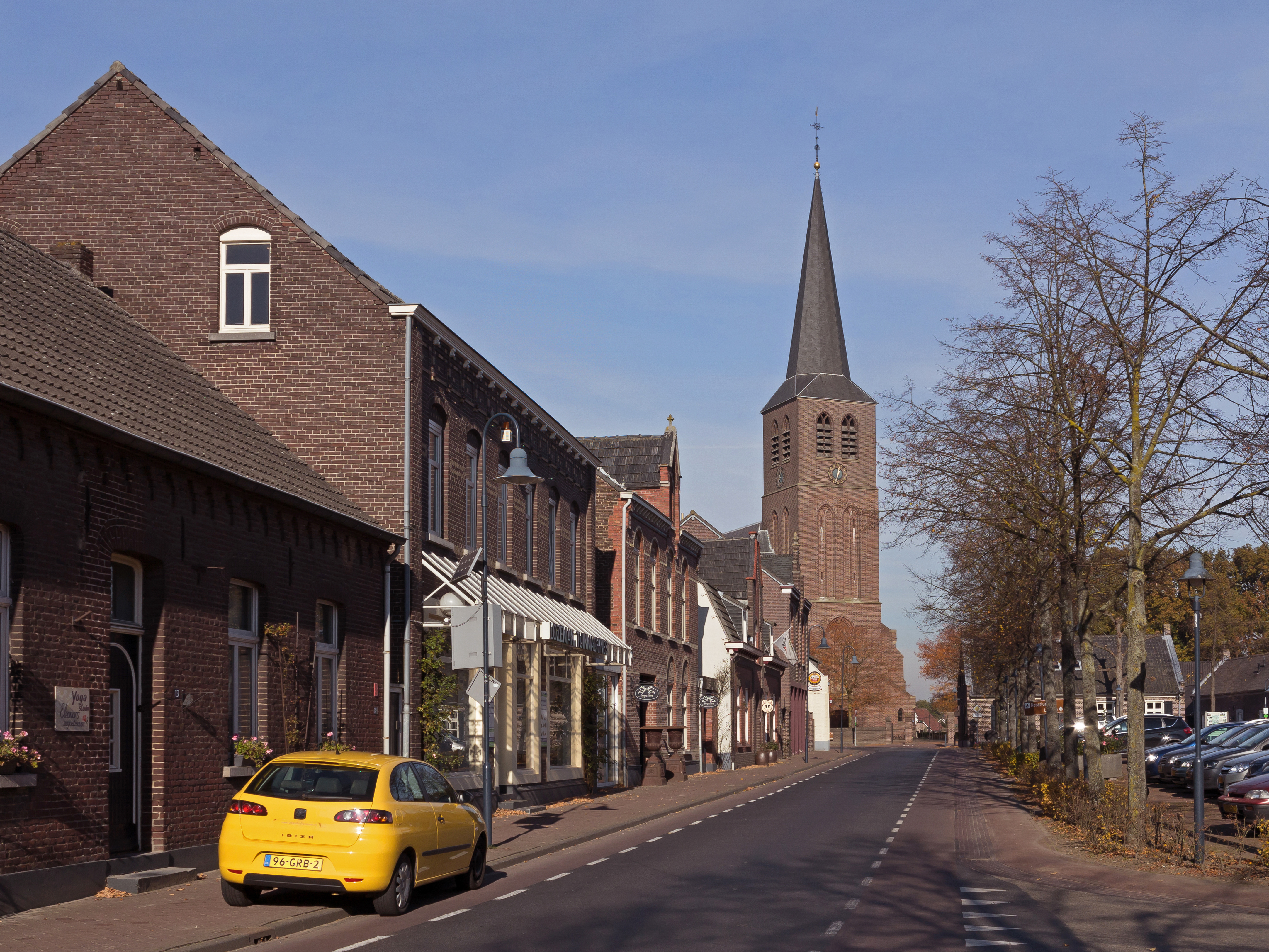
Lottum, Kirche Sint Gertrudiskerk, von der Straße gesehen
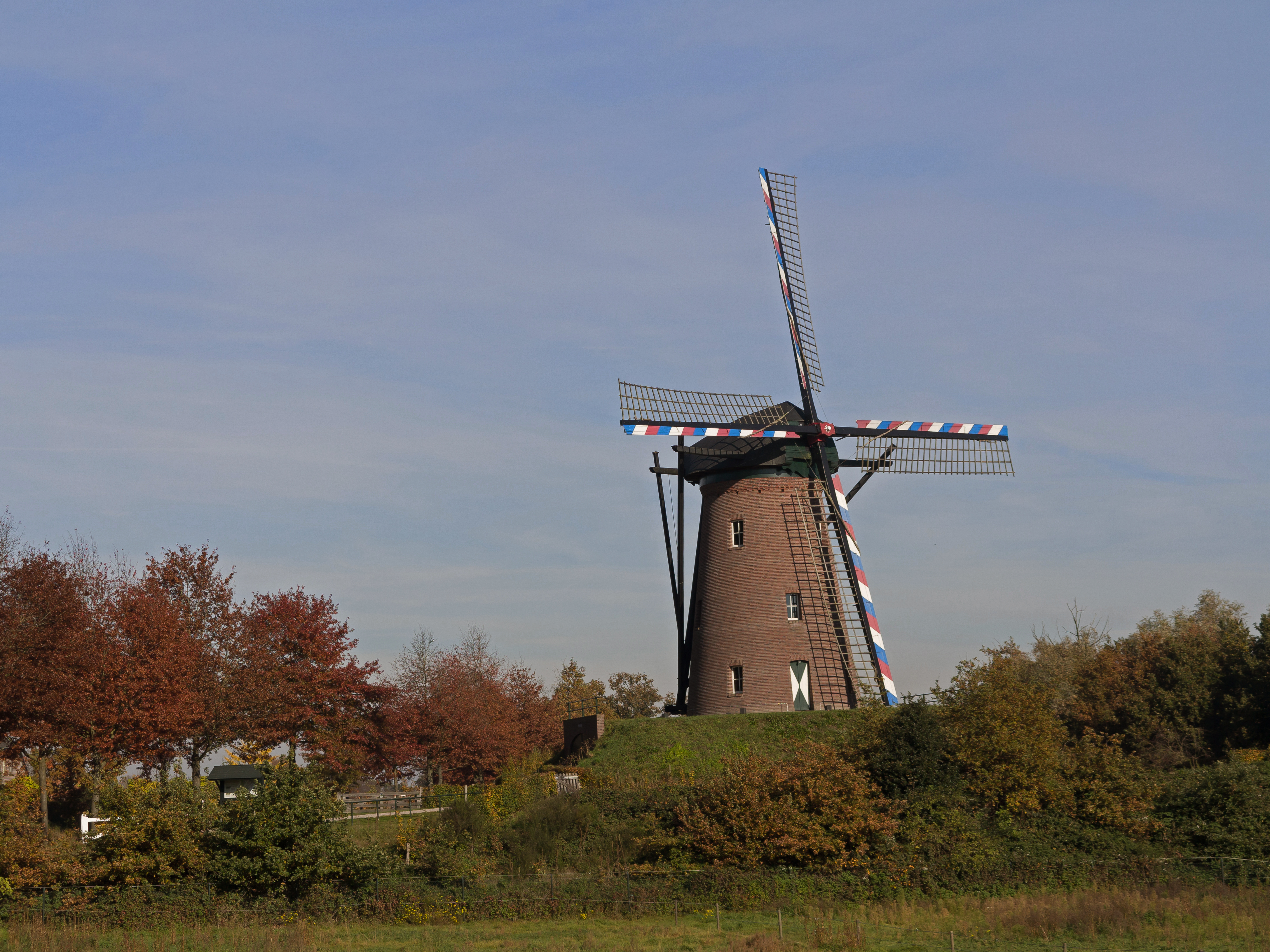
Lottum, Mühle Houthuizer Molen
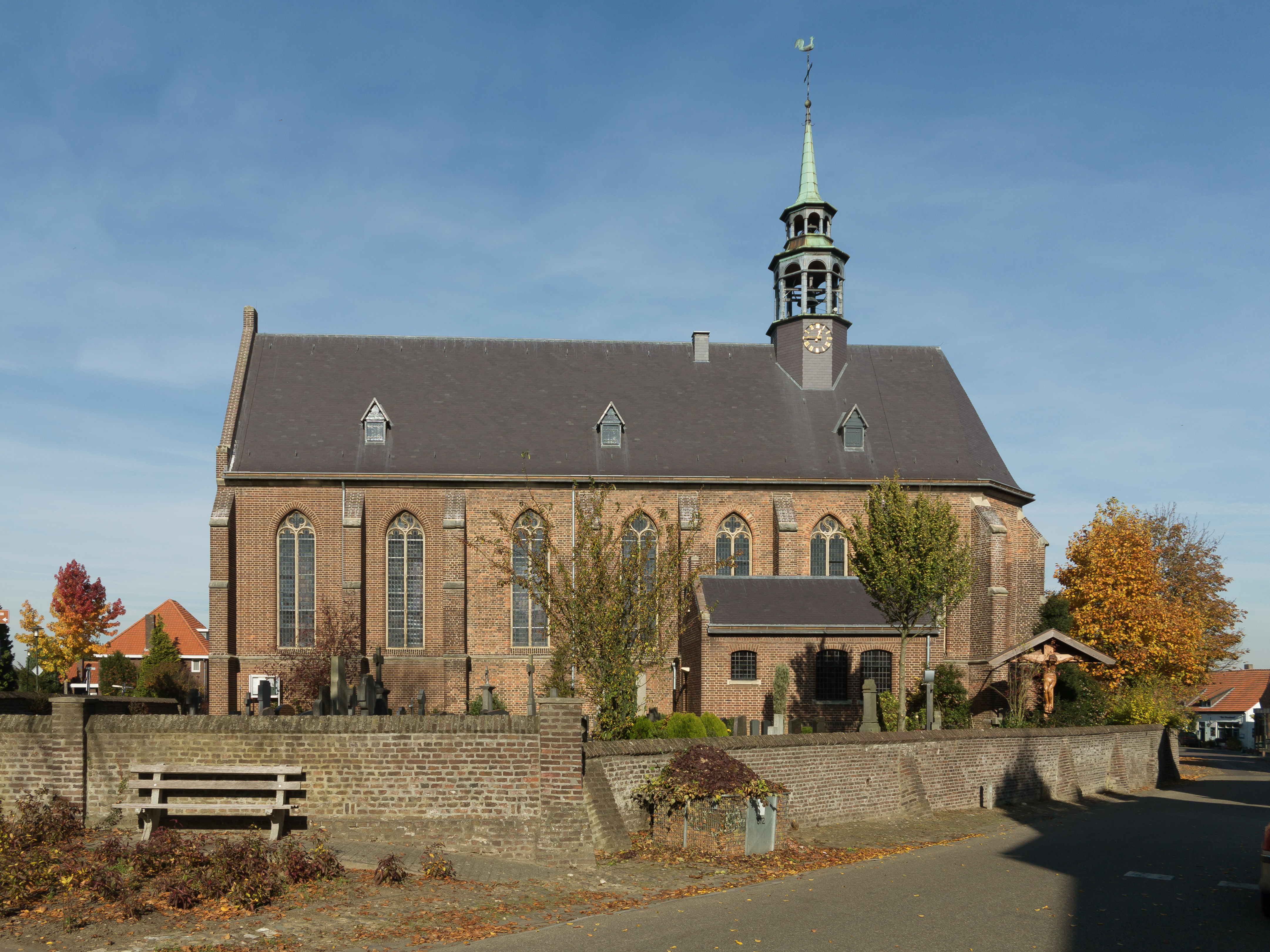
Broekhuizen, Kirche Sint Nicolaaskerk
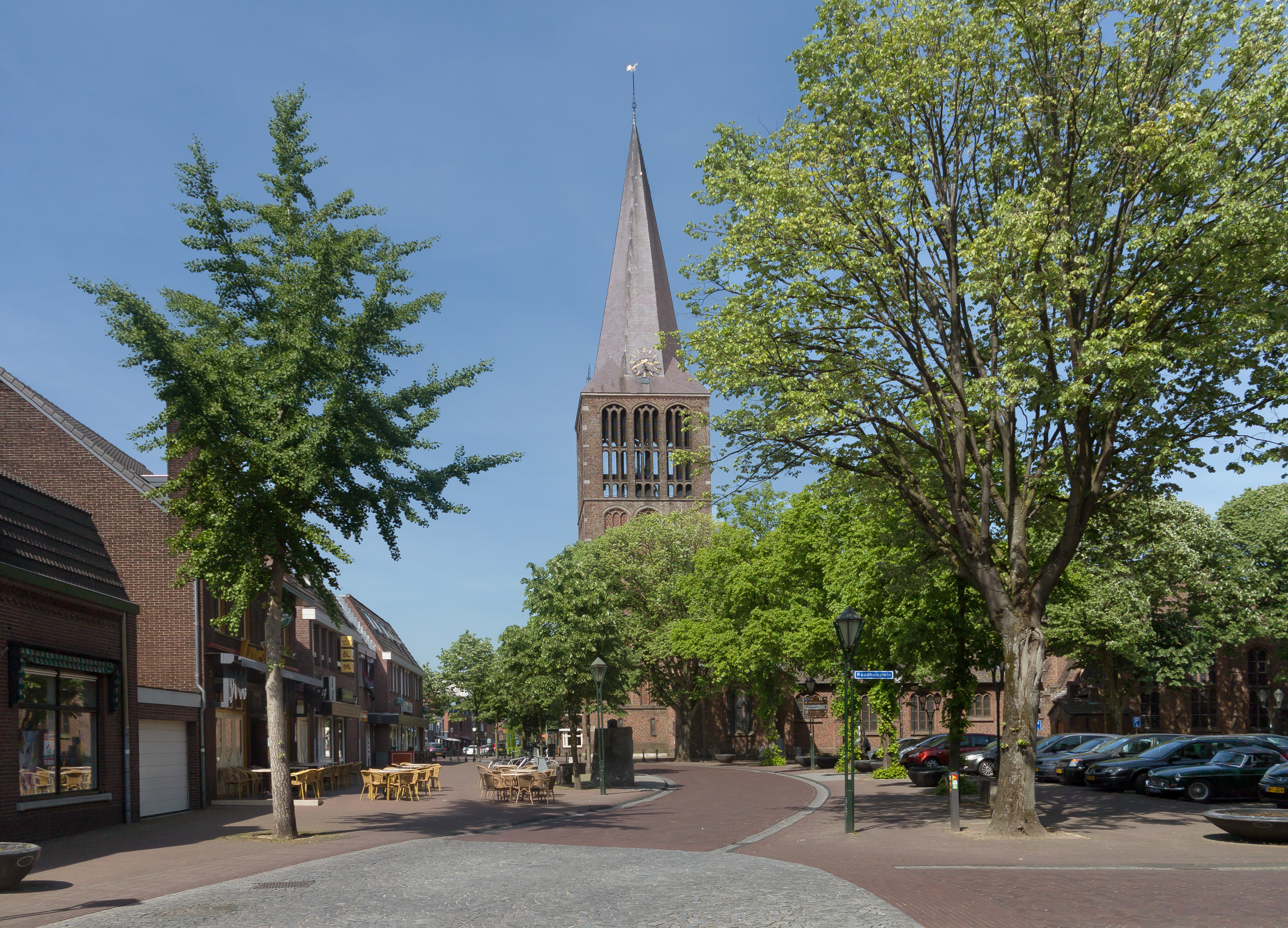
Sevenum, Kirche: P de Fabianus en Sebastianuskerk
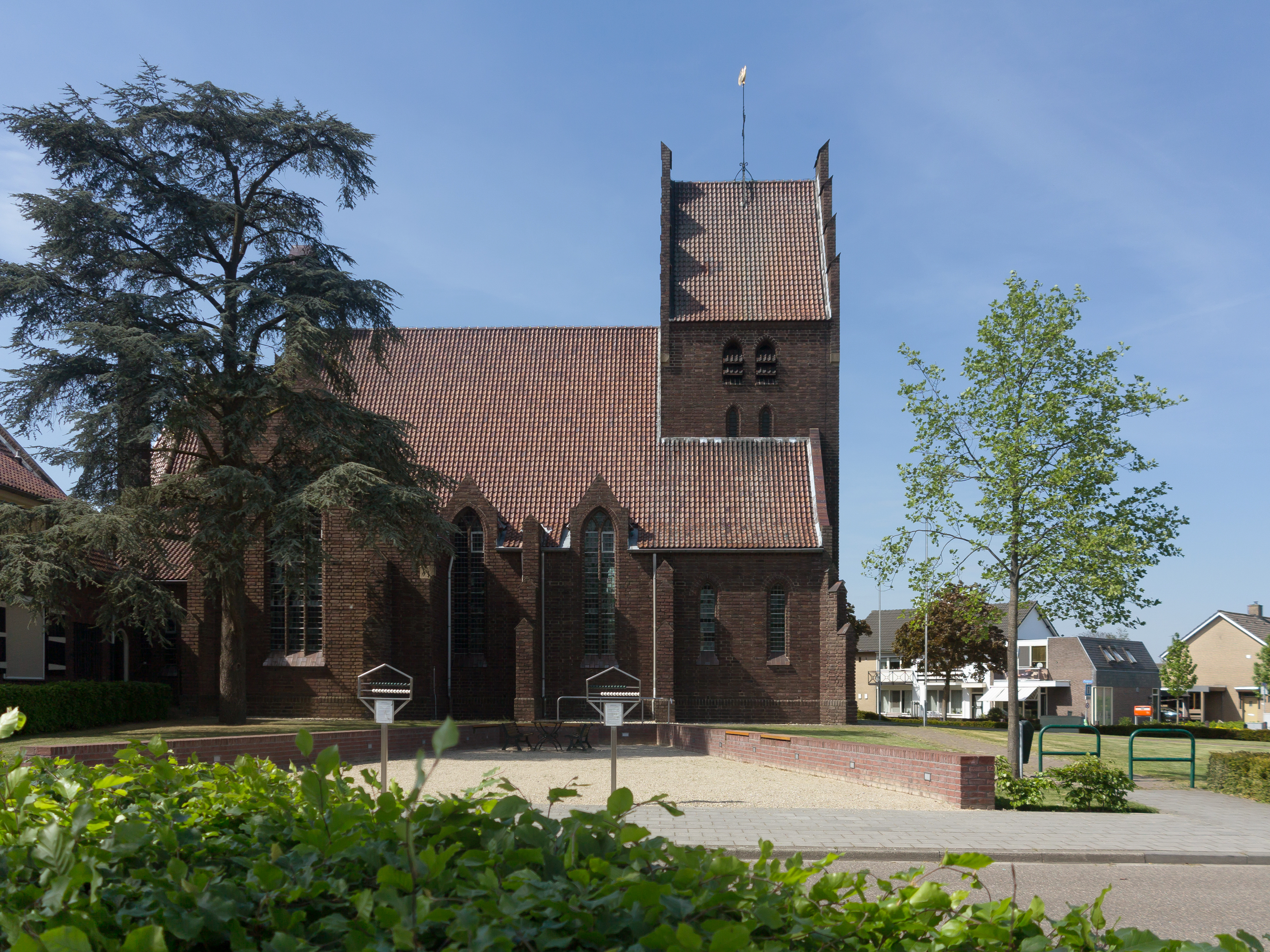
Kronenberg, Kirche: de Rooms Katholieke Sint Theresia kerk
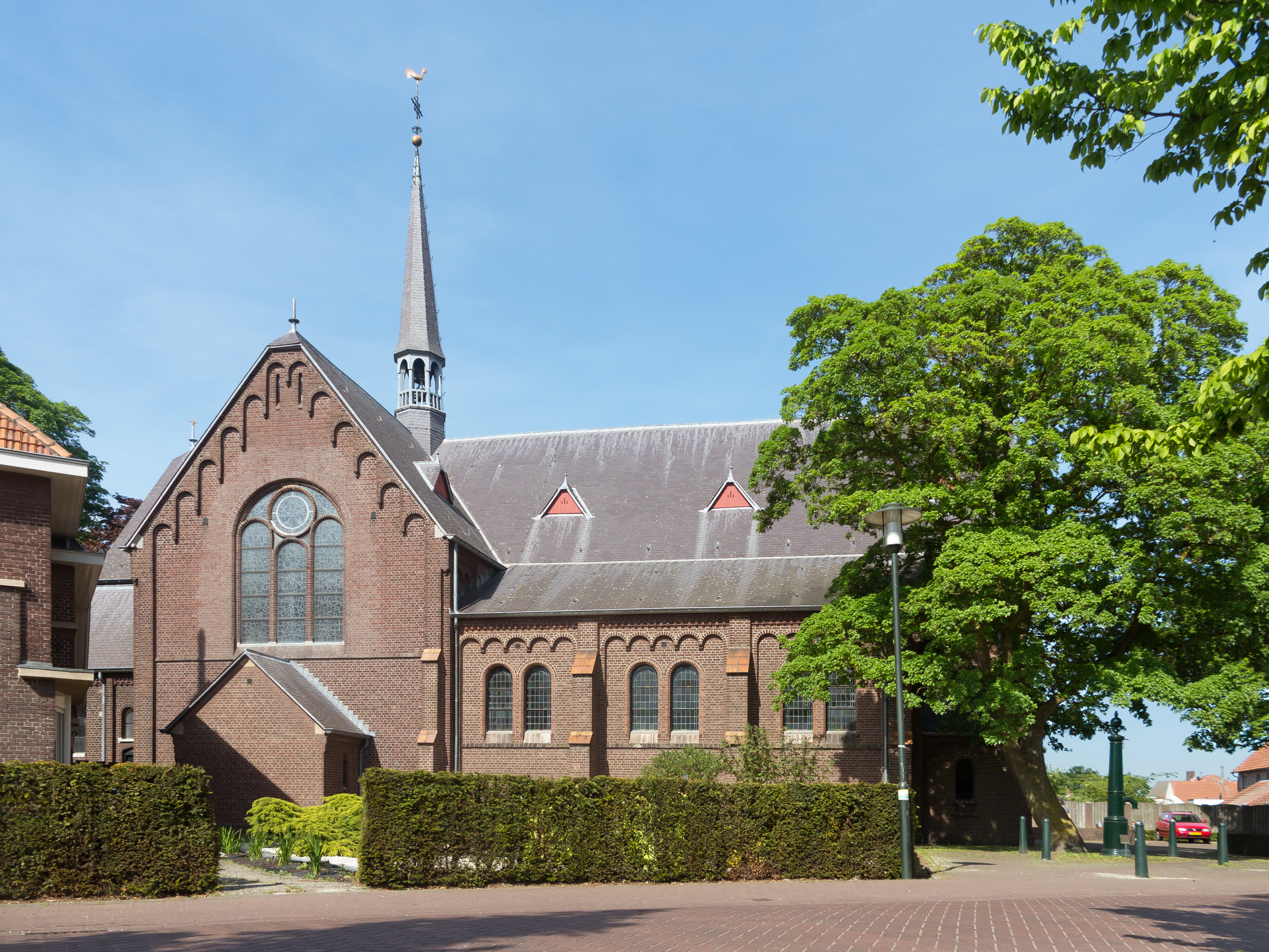
America, Kirche: de Rooms-Katholieke parochiekerk Sint Jozef

## Persönlichkeiten
- Jakob Merlo-Horstius (1597–1644), deutscher römisch-katholischer Priester und Theologe
- Hub van Doorne (1900–1979), im Ortsteil America geborener Gründer der DAF-Automobilfabrik
- Hanna van de Voort (1904–1956), im Ortsteil Meerlo geborene und in Tienray lebende Widerstandskämpferin im Zweiten Weltkrieg
- Marijn Poels (* 1975), im Ortsteil Meerlo geborener Filmemacher, Dokumentarfilmer und Produzent
- Roel van Helden (* 1980), im Ortsteil Lottum geborener Musiker
- Vivian Peeters (* 1981), in Kronenberg geborene Fußballschiedsrichterin
- Paul Verhaegh (* 1983), im Ortsteil Sevenum geborener Fußballspieler
- Dirk Marcellis (* 1988), in Horst aan de Maas geborener Fußballspieler
- Dominique Bloodworth-Janssen (* 1995), in Horst aan de Maas geborene Fußballspielerin